# Oldřich Maršík
Oldřich Maršík (* 15. února 1956 Praha) je český baskytarista, jeden ze zakládajících členů heavy-metalové skupiny Arakain. Ve skupině hrál v letech 1982 až 1983. Je svobodný a bezdětný.